# 潘翥
潘 翥（はん しょ、生没年不詳）は、中国三国時代の呉の武将。字は文龍。本貫は荊州武陵郡漢寿県。

## 生涯
『三国志』呉書に伝のある潘濬の嫡男。潘翥が投降者の隠蕃と交友を結ぶと潘濬は激怒し、手紙でこれを責めて言った。
「私は国家の厚い恩を受け、命を捧げてこれに報いることを志している。お前たちも都においては、恭順にして賢きを親しみ、善を慕うべきであるのに、投降者などと交わり食糧を援助するとは何事か。私は遠方にあるがこのことを聞いてから、心は震え顔は熱くなり、何十日にも渡って嘆き続けている。この手紙が届いたら百度の杖罪を受け、（隠蕃に）贈った食料の返還を求めるように」
隠蕃はその弁舌でもって名士たちから尊ばれており、当時の人々は潘濬のこの言動を訝しんだ。しかし後に、隠蕃が謀反を企てたとして誅殺されると、人々はまた潘濬に敬服した。
潘翥は騎都尉の官を拝命し、赤烏2年（239年）に潘濬が亡くなると劉陽侯の爵位と、配下の兵士を引き継いだ。しかし後に、若くして没した。